# Hoscheid
Hoscheid (luxembourgeois : Houschent) est une section de la commune luxembourgeoise du Parc Hosingen située dans le canton de Clervaux.

## Histoire

### L’ancienne commune
Hoscheid était une commune jusqu’à sa fusion avec les communes de Consthum et Hosingen le 1er janvier 2012 pour former la nouvelle commune du Parc Hosingen. Son territoire passa en conséquence du canton de Diekirch au canton de Clervaux.
L’altitude variait entre 227 m au niveau de la Sûre et 525 m près du lieu-dit Poschend.

#### Armoiries
Blasonnement : D'argent à la fasce vivrée de deux pointes de gueules accompagnée de trois feuilles de nénuphar du même, deux en chef une en pointe, celles du chef accostant une étoile à six rais de sable.

## Géographie
Le village est traversé du nord au sud par la route nationale N7 dite « Route du Nord ».